# Dillenberg (Oberreifenberg)
Der Dillenberg ist der achthöchste Berg des Taunus mit 682,4 m ü. NHN. Er liegt in der Gemarkung Oberreifenberg der Gemeinde Schmitten im Taunus im Hochtaunuskreis in Hessen.

## Geographie

### Lage
Der bewaldete Dillenberg ist ein kuppiger Sporn vom Nordabhang des Großen Feldbergs, des höchsten Berges im Taunus, und ist von dessen Gipfel 1,7 km entfernt. Am 150 m entfernten westlichen Waldrand beginnt die Siegfriedsiedlung von Oberreifenberg. Nach Osten fällt der Dillenberg ab in das Tal des Krötenbachs, dessen Wasser weiter nördlich dem Lauterbach und schließlich im Ortskern von Schmitten von rechts der Weil zufließt. Nach Westen fällt die Landschaft durch den Schmittgrund, in dem mit dem Weilborn eine Nebenquelle der Weil und am Talausgang der Heckenrainweiher liegt, zur Weil ab.

### Naturräumliche Zuordnung
Der Dillenberg gehört in der naturräumlichen Haupteinheitengruppe Taunus (Nr. 30) und in der Haupteinheit Östlicher Hintertaunus (302) zur Untereinheit Pferdskopf-Taunus (302.6).